# 家老
家老（かろう）は、武家の家臣団のうち最高の地位にあった役職で、複数人おり、合議によって政治・経済を補佐・運営した。

## 概要
武家社会の勃興した鎌倉時代よりみられるが、室町時代までは年寄（としより、おとな）・宿老（しゅくろう ・執事（しつじ）・老中（ろうじゅう）・家宰（かさい）などと呼ばれた。通常、家臣団の中でも重臣と呼ばれる有力な家臣が任ぜられた。また、主家の譜代家臣が任ぜられるのが通常で、主家の分家などの一門の者が家老職に就くことは原則的にはなかった（これは幕府の老中も同様で親藩から老中になることはなかった）。
しかし次第にこの原則は崩れ、財政難などから、藩主の庶子は養子縁組先がないと、家老はおろか給人級の家臣として分家させられることも珍しくなくなった。分家筋で家老職をはじめとする家臣の役職に就くことは、主家の家臣の家格になったことを意味し、主家断絶時の相続権がなくなったと見なされることが通例であった。原則として大名家臣団の最高幹部が名乗る呼称であり、旗本や上級藩士が抱える家臣団の場合は筆頭格は用人と呼ばれることが多かったが、これも絶対ではなく家老と呼ばれていたり、家老と用人がともに置かれていたケースも確認されている。

### 江戸時代
江戸時代になると、幕府の置かれた江戸には各藩の江戸屋敷が置かれ、ここに在勤した家老を江戸家老・江戸詰家老などと呼んだ。一方、知行地に在勤した家老を国家老（くにがろう）・在所家老（ざいしょがろう）と呼んだ。主君が城主以上のときは、留守居家老や城代として城代家老（じょうだいがろう）が置かれる場合があった。主君が城主格や無城のときは留守居たる在所家老は存在したが、城代家老の名称は用いなかった。
城代家老と国家老の両方が置かれているときは、城代家老のほうが格上であるのが通例であり、城代と家老が置かれる場合は城代の方が格上とされた。複数人いた家老のうち、最も地位の高いものは筆頭家老（ひっとうがろう）・家老首座（かろうしゅざ）・一番家老（いちばんがろう）・首席家老（しゅせきがろう）・次席家老（じせきがろう）などと呼ばれた。政治・経済を中心的に差配する家老を、藩によっては仕置家老（しおきがろう）と呼んだ。城代家老と仕置家老が併置された藩にあっては、どちらが格上かは一義的に断定できない。
家老は御三家の付家老や御三卿付きの家老を除き、将軍の陪臣であるため将軍に御目見の資格がないのが大原則である。しかし例外もあり、親藩や譜代大名の家老連綿の家系の多くは幕府から将軍家の旗本の格式を与えられ、御目見の資格を持ち、関所で下馬することを免除された。徳川四天王の家老の中には、旗本の格式だけでなく幕府からも併せて家禄を受ける場合もあった。一方、外様大名の家老連綿の家系の場合、御目見の資格を与えられるのは、万石以上や特別な由緒を持つ者に限られた。世襲家老が組頭を兼帯、または組頭世襲家から家老を輩出する藩が少なからず見られる。

### 家老と年寄
江戸時代初期までは家老と年寄が未分化であった藩も多かったが、次第に年寄の上層部が家老として分化するようになり、年寄と呼称される役職は家老そのものではなく、家老に次ぐ役職である場合が一般化していった。年寄職と中老職または奉行職が同義として使用された藩もある。年寄、中老、奉行がある藩では、家老は家老世襲家当主が、年寄、中老、奉行はそれ以下の有能な人物が就任したことが多い。
小藩の場合は、家老に次ぐ年寄は置かれないことがほとんどであった。小藩の年寄で著名な人物に駿河国小島藩（1万石）の年寄本役の倉橋格（寿平）（戯作者恋川春町として著名）がいる。

### 家老の異称
家老の異称として、執政、参政を使うこともあった。米沢藩では国家老にあたる職を、仙台藩では家老職を全般的に「奉行」と呼称している。また、家老の補佐役である長州藩の手元役を広義的に家老と呼ぶことがある。
明治元年（1868年）10月28日に発布された藩治職制において、家老や年寄を執政・参政と呼称することが正式に定められた。さらに版籍奉還後の明治3年（1870年）9月10日に藩制が布告され、執政・参政が、奏任官の大参事・権大参事・少参事・権少参事に改められた。

### 大藩の家老
大藩の家老には、大名並みに1万石以上の石高と数村レベルでまとまった知行地を有し、自身の知行地に城や陣屋を持つ者もいた。1万石以上の知行地を持つ者を大名分と呼んだ。
江戸時代の家老として最も高禄であった家系は、加賀100万石の本多家5万石である。上杉景勝（120万石）の家老・直江兼続（直轄6万石、寄騎領24万石、計30万石）の婿養子となった本多政重（5,000石）が、関ヶ原の合戦後に大減封を受けた上杉家を出奔して加賀藩前田氏に仕官し、本多姓に復したのが始まりである。「加賀藩の領地の一部（越中）を幕府に返還せよ」との命令を撤回させた交渉の勲功で、大加増を受けた。

### 小藩及び、幕府旗本の家老
1万石程度の小藩の家老は、家老連綿の家格の出身者の場合で、おおむね300石前後の蔵米取りの者が多かった。もっとも、田畑を給人地として与える割合の大きい藩では、家禄はさらに低く抑える例もあった。ここでいう給人地とは、地方知行制で云う給人地（＝領地）を指すのではなく、家格に応じて支給される田畑のことである。
この制度を導入していた小藩では、家老などの上級層は家老であっても小身な者が多かったので、江戸時代後期に商品経済が浸透して物価高となると、その家臣（つまり陪臣）に農作業をさせて、中級層以下の藩士は自ら家族と共にこれに当たり、半ば農民化していた。
具体例として、恋川春町の名で戯作家として知られる小島藩（1万石）年寄本役の倉橋格の石高は、年寄本役就任で120石であり、同じく戯作家で久保田藩（20万5800石）の江戸留守居の平沢常富（朋誠堂喜三二として著名）の120石とほぼ同じであった。
幕府旗本の場合は、3,000石以上の大身旗本、家禄が約400石ながら徳川将軍家の本家筋に当たる交代寄合であった松平太郎左衛門の家系など特別な場合を除き、家老は置かれないのが通例である。おおむね500石以上、3,000石未満の旗本の場合は、家臣の最高位の職名は用人であった。家老を設置した将軍家の旗本はおよそ250家（2％未満）であり、その家老は80石から、多くても100石強程度であった。

### 付家老
分家した家に本家より監視・監督する役割を担って配された家老を付家老と呼ぶ。付家老は、本藩（本家）と支藩（分家）の両方から家禄を受けている場合と、出仕先の支藩からのみ家禄を受けて、支藩に次第に取り込まれていった場合とがある。
将軍家から御三家に遣わされていた付家老は、幕府と藩の双方から家禄を受けていた。尾張藩成瀬氏や、紀伊藩水野氏及び安藤氏のように、城主となり官位、官職を受けていた付家老もいた。これらは、家老と言えど大名と同等の格式を与えられ、主家の参勤交代随伴時においても大名並みの格式と威光を放ったとされる。なお、水戸藩の中山家や尾張藩の成瀬家などの『五家』は大名への昇格、独立を画策して連携するようになる。
御三卿付きの家老は、御三卿が将軍家の家族という扱いであったため、江戸城留守居と並ぶ将軍家旗本の最高の役職とされたが、3,000石級以下の旗本で有能な者が任じられることも珍しくなかった。

### 家老格
江戸時代において諸藩では、「奉行格郡奉行」や「中老格用人」などのように、有能な人物に本職在勤のまま本職よりも格上の役職に準じる、もしくは同等な席次や格式などを許可した場合がある。
これと同様に、江戸時代において家老職は譜代重鎮の家臣による世襲、もしくは家老職を出せる家格の有力な譜代の家臣による交代制が通例であったが、譜代の家臣ではなく家老よりも格下の役職や家格の者でも、家中（かちゅう）で実力を認められて家老格・家老並・家老列といった、家老に準ずる地位に登用される者も登場した。
家老格からそのまま一代家老に昇進することが多いので混同されるが、厳密に言えば家老格はあくまで家老の格式を許されているだけで、家老就任者ではない。席次も通常は、家老本職者よりは低いことが多い（これは用人と用人格、物頭と物頭格などの関係でも言える）。家老格の者は藩によっては軍制上、家老組に編入される。幕府では「老中格側用人」がこれにあたる。家老格の者が一代家老にならずに隠居、もしくは死去した場合、その後継者は元来の家格に戻ることが多い。
これとは別に、一代家老を輩出した家は家老職を出せる家格（家老級の家柄）に昇格するが、世襲家老家に対して家老格と呼ぶ場合がある。この場合は先述の家老格と違い、その子孫が家老に就任しなくとも軍制上、家老組に属することが多い。加賀藩前田家のような大藩になると、家老職を出せる家格（家老級の家柄）は70家にも及んだ。ただし、基本的に家老職自体が罷免されたり病気などで辞任が許可されたりしない限り終身在職が原則のために、世襲家老とは違い、家老格の家柄が多い場合は家老職が生涯回って来ないことも多かった。ただし、この場合でも上級藩職に就任したことが多い。

### 一代家老
元来は家老を出せる家柄ではない家から家老に就任した者を一代家老（いちだいがろう）と呼ぶ藩が多い。学術上や近現代の著述では抜擢家老（ばってきがろう）と呼称されることもある。江戸時代も年代が経つにつれて一代家老が登用される例が増えてゆき、一代家老に対して家老連綿の家柄である門閥出身の家老を永代家老（えいだいがろう）と区別するのが一般的である。席次は永代家老の方が高い。「一代家老」の名のごとく、基本的に家老職に就けるのは本人のみで、その子息に家老職が保障されていないが、一代家老就任者の家は家老を出せる家柄に昇格することが多く、実質的に世襲している場合もあり、中には米沢藩の莅戸善政、莅戸政以のように、一代家老を数代輩出して永代家老家に昇格する場合もある。
有能な者が実力によって一代家老に登用された代表例として、古くは元禄期の赤穂浪士の討ち入りで有名になった赤穂藩の大野知房や、寛政期の米沢藩の上杉治憲の改革のブレーンであった莅戸善政、幕末に活躍した長岡藩の河井継之助（郡奉行奉行格加判）、薩摩藩の調所広郷、長州藩の村田清風などが挙げられる。
一方で、永代家老が処罰される場合は先祖の勲功が考慮されて、当主とその嫡子が処罰されても家格降格や取り潰しになることはあまりないが、一代家老が処罰される場合は当主が処罰されるに止まらず家格降格になることが多い。

## 家老制の弊害
2人から数人程度の家老が合議制で藩政にあたるわけであるが、政治改革や世継ぎ問題に絡んで派閥抗争が起きることが多かった。このような抗争が「お家騒動」の元凶となり、最悪の場合は改易にまで至ることがあった。
特に、藩政改革のために取り立てられて藩主の信認を背景として独裁的に改革を推進しようとする家老や年寄・奉行と、保守的な重臣、一族の意見を代表する門閥家老との対立は定番と言える光景で、藩論を二分して血で血を洗う抗争につながったり、改革派家老の失脚とともに藩主が隠居に追い込まれるなどの政争も見られた。
また、徳川家斉治世中（大御所時代）、御三家の付家老は自身らの独立のために将軍の子女を藩主や藩主正室にするように画策し、藩内対立や、将軍の子女を迎えることによる藩財政悪化を引き起こしている。また、幕府においては側用人が大老格や老中格になると、本職の大老や老中と同様の格式と加判の特権を持ちながら側用人の業務を行うので、老中に対抗できる権勢を有することになる。こういった人物として柳沢吉保や田沼意次、水野忠成が著名で、彼らは幕府権臣としても著名である。

## 家老の特権と義務
家老は、主君のための責任要員的な性格があったとの指摘もある。例えば、将軍同様に老中の通称と陪臣にあたる諸藩家臣の通称が被った場合、諸藩の家臣は通称変更を余儀なくされる場合もあった。また、家老が自分の屋敷とは別に下屋敷を有する場合もあり、基本的に防衛施設である城の近くに屋敷を構えていた。この他、通常の家臣には許可されない輿に乗る権利を許可されることも多い。
反面、主君の身代わりに藩政の実務最高責任者として責任を取ることもあった。最悪の場合は切腹や斬首の上に家格降格や家名断絶を受ける形で、その責めを全うすることもあった。戊辰戦争に敗れた東北諸藩でも、家老が全責任を被って処罰を受けた代わりに藩主への処罰が軽くされるということが見られる。

## 徳川家における家老
徳川家ではこれに当たる役職を老中と呼んでいた。江戸幕府開府後も、幕閣最高位の役職としてこの名を踏襲した。また、臨時の役職として老中の上に大老が置かれた。ちなみに徳川氏がまだ三河国の一地方大名であった時代は、酒井家が家老（老中）連綿の家柄であった。また、石川数正が家康の信任を得てこの職に昇進した。

## 陪臣の叙爵
尾張家・紀伊家・水戸家の御三家、並びに加賀前田家の家老は、それぞれ決められた定数内で従五位下諸大夫へ叙爵された。
前任者が死没・隠居し、欠員が発生した後に、主家より幕府へ推挙され、叙爵した者は死没・隠居するまでその官位を保持していた。
通常の諸大夫成の場合、幕府より朝廷への年賀使として高家が上京する際に口宣頂戴奉書をまとめて持参し、その高家が口宣案をまとめて江戸へ持ち帰るが、四品以上に叙爵される場合同様、幕府の許可後、各主家で独自に使者を派遣し、叙爵の手続きをとっていた。

### 一覧
- 尾張家 - 6名：御附家老竹腰氏・成瀬氏を優遇し、常時の諸大夫を許される。その他渡辺氏・石河氏などが叙任。
- 紀伊家 - 6名：御附家老安藤氏・水野氏を優遇し、常時の諸大夫を許される。その他三浦氏・岡野氏などが叙任。
- 水戸家 - 5名：御附家老中山氏を優遇し、常時の諸大夫を許される。その他鈴木氏・山野辺氏などが叙任。
- 前田家 - 4名：加賀八家より本多氏・前田土佐守家を優遇し、常時の諸大夫を許される。

その他、駿河家・甲府家・館林家・福井松平家・津山松平家の陪臣叙爵があった。

## 勤務
基本的には病気や老齢で隠居を許可されたり、免職にならない限り、一度就任したら死ぬまで家老の職にあり続けた。
通常は月単位で当番者を決めて、当番者が決裁を行う。当番者は藩によって用番あるいは月番と呼ばれる。重要事項については定例日に評定所などに集合して合議の上で決裁する。

## 著名な家老
- 直江兼続（米沢藩家老。戦国時代の上杉家の武将）
- 大石良雄（赤穂藩筆頭家老。赤穂事件で名をあげ、『忠臣蔵』の主人公となった）
- 多胡真蔭（津和野藩家老。吉良義央のイジメから藩主を守ったと伝わる）
- 原田宗輔（仙台藩奉行首席。伊達騒動の中心人物）
- 栗山利章（福岡藩家老。黒田騒動の中心人物）
- 小栗正矩（高田藩筆頭家老。越後騒動の中心人物）
- 恋川春町（本名、倉橋格。戯作者で著名だが、実は駿河国小島藩年寄本役）
- 恩田民親（松代藩家老。藩財政再建に尽力）
- 河合道臣（姫路藩家老。姫路藩政を改革し、負債完済に成功）
- 渡辺崋山（田原藩家老。天保期の藩政改革で幕府より唯一表彰に与る。画家、蘭学者として有名）
- 調所広郷（薩摩藩家老。薩摩藩政の改革をおこなう）
- 安島帯刀（水戸藩家老。安政の大獄の際に井伊直弼に切腹させられた。のち勅命により名誉回復）
- 小松清廉（薩摩藩家老。明治維新の功労者の一人）
- 後藤象二郎（土佐藩参政。大政奉還の功労者の一人）
- 西郷頼母（会津藩家老。戊辰戦争の際の会津藩首脳）
- 河井継之助（越後長岡藩家老。戊辰戦争の際の長岡藩首脳）
- 渡辺在綱（尾張藩家老。明治初期の尾張藩の御家騒動青松葉事件で処刑）
- 戸田忠至（宇都宮藩家老。のち高徳藩主。山稜修補の功労者）
- 水野元宣 (山形藩城代家老。藩主水野家の分家として代々城代家老の家柄。戊辰戦争の責を一身に背負い、山形市を戦火から守るために斬首された。)
- 戸村義效（久保田藩家老。横手城代。白石会議に出席し、後に破棄することになる奥羽越列藩同盟に藩主の命により調印。）

## 著名な老中(徳川将軍家の"家老"に相当する)格の人物
- 植村家長   (江戸時代中期の旗本、高取藩9代目藩主。初代藩主は関ヶ原の戦いで家康側に付き、抜群の活躍をした植村家政。)
- 田沼意次  (江戸時代中期の旗本、のち大名、江戸幕府老中。遠江相良藩の初代藩主である。相良藩田沼家初代。)

## 配下
家老の下に中老、その下に大奉行、大目付、奉行、奉行副役、目付、横目などと続いた。